# Murder Is Easy
Murder Is Easy (É Fácil Matar, no Brasil / Matar É Fácil, em Portugal) é um romance policial de Agatha Christie, publicado em 1939. 
Marca a quarta aparição do superintendente Battle.

## Enredo
Ao voltar de trem para sua terra natal, o ex-policial Luke Fitzwilliam conversa com a outra ocupante do vagão, uma velha senhorinha chamada Lavinia Fullerton. Esta comenta que está a caminho da Scotland Yard porque uma série de assassinatos ocorreram recentemente em sua cidade, a mística Wychwood Under Ashe. De acordo com ela, sua percepção aguçada a pôs na pista certa ao notar os olhares do assassino em direção a suas vítimas, que logo em seguida, morreram em aparentes acidentes. Duvidando que seja apenas uma coincidência, a Sra. Fullerton crê que sabe quem será a próxima vítima: seu médico, o Dr. Humbleby. Luke não dá crédito a uma história tão fantasiosa, até que vê nos jornais que a sra. Fullerton foi atropelada e o Dr. Humbleby morreu num estranho acidente. 
Por intermédio de um amigo, Luke consegue se infiltrar em Wychwood Under Ashe, fingindo ser um escritor interessado nos mitos do local, e primo de uma das habitantes, a jovem Bridget. Lá, Luke investiga os assassinatos, ao mesmo tempo em que se apaixona por Bridget, noiva do homem mais influente da cidade, e esconde sua verdadeira identidade como policial.